# Wojciech Podgórny
Wojciech Podgórny (ur. 30 sierpnia 1980 w Krakowie) – polski narciarz alpejski. Instruktor-wykładowca SITN-PZN, zastępca przewodniczącego SITN DEMO TEAM.
W latach 1996–2001 członek polskiej kadry narodowej w narciarstwie alpejskim. Wielokrotny mistrz Polski w narciarstwie alpejskim. Swoją karierę sportową rozpoczął w Krakowskim Klubie Narciarskim. Później zawodnik AZS-u Politechniki Krakowskiej i Fischer Demo Teamu. Podczas Mistrzostw Świata Juniorów w Narciarstwie Alpejskim 1997, które odbyły się w austriackim Schladming zajął 17. miejsce (slalom).

## Osiągnięcia

### Mistrzostwa Polski w narciarstwie alpejskim
| 1998 Szczyrk       | 1. miejsce (gigant), 1. miejsce (supergigant), DNF1 (slalom)                               |
| 2000 Krynica-Zdrój | 1. miejsce (gigant), 1. miejsce (supergigant), 1. miejsce(kombinacja), 6. miejsce (slalom) |
| 2001 Szczyrk       | 1. miejsce (gigant), 3. miejsce (slalom)                                                   |

### Mistrzostwa świata w narciarstwie alpejskim
| 2001 St. Anton am Arlberg | 31. miejsce (slalom) |

### Inne
- 111 razy startował w międzynarodowych zawodach FIS, w których 13× zajął miejsca na podium, w tym 7 wygranych.
- 16 razy brał udział w zawodach rangi Pucharu Europy, w których najlepszym jego wynikiem było 28. miejsce podczas zawodów w Adelboden w sezonie 1998/1999.
- Podczas Zimowej Uniwersjady 2001 w Zakopanem zajął 13. miejsce w slalomie.
- Trzykrotny zdobywca Carvingowego Pucharu Polski, w sezonach 03/04, 04/05 i 05/06.